# Saur
Saur was gedurende een groot deel van de 20e eeuw een bekend restaurant aan het Lange Voorhout in de Nederlandse stad Den Haag. Het had een Michelinster in de perioden 1958-1959 en 1967-1989. Chef-kok in de tweede sterperiode was Ad van Wel.

## Geschiedenis
Restaurant Saur werd - na een eerder faillissement - in 1929 door eigenaar Jan Frederik (Frits) Saur geopend aan de Lange Voorhout. Daarvoor was Saur gevestigd geweest aan de Lange Houtstraat en in Noordwijk. Saur was een visrestaurant, gespecialiseerd in oesters, kreeft en kaviaar.
Na het overlijden van Frits Saur, in 1945, kwam het restaurant in handen van zijn zoon Chris Saur. Deze overleed onverwacht in 1971, op 56-jarige leeftijd. Zijn weduwe zette de zaak voort totdat ze deze in juli 1973 verkocht aan A.L. (Lex) Abbink.
In 1991 werd het gebouw van Saur verkocht aan Harry Mens, die de oesterbar terug verhuurde aan Abbink.
Het restaurant sloot in november 2013.

## Trivia
- In 1942, tijdens de Duitse bezetting, kwam het restaurant in opspraak wegens het overtreden van de prijsvoorschriften. Gedurende de winter was er erwtensoep verkocht voor een prijs van ƒ 2,50 per bord, terwijl het slechts ƒ 1,20 had mogen rekenen. Hoewel het restaurant sinds dat incident naar een hogere prijsklasse was gegaan, werd het toch veroordeeld tot een boete van ƒ 1000.[12]

- Op 2 mei 2002 dineerde de politicus Pim Fortuyn met enkele vrienden in Saur. Een grote groep demonstranten verzamelde zich voor het pand. Een beveiligingsmaatschappij bood nog aan hem te beschermen, maar Fortuyn hield het voorstel in beraad. Slechts vier dagen later werd hij vermoord. Later, bij een reconstructie van Fortuyns laatste dagen in de aanloop naar zijn dood, werd onder meer voornoemd incident aangehaald.[13]

## Michelinster
- 1958-1959[14]: Albert de Kleijn[bron?]
- 1967-1989[15][16][17][18][19]